# Corambe
Corambe is een geslacht van weekdieren uit de klasse van de Gastropoda (slakken).

## Soorten
- Corambe burchi (Er. Marcus & Ev. Marcus, 1967)
- Corambe carambola (Er. Marcus, 1955)
- Corambe evelinae Er. Marcus, 1958
- Corambe lucea Er. Marcus, 1959
- Corambe mancorensis Martynov, Brenzinger, Hooker & Schrödl, 2011
- Corambe obscura (A. E. Verrill, 1870)
- Corambe pacifica MacFarland & O'Donoghue, 1929
- Corambe steinbergae (Lance, 1962)
- Corambe testudinaria H. Fischer, 1889